# Dededo
Dededo (czamorro: Dededou) – okręg administracyjny Guamu i jednocześnie jedna z miejscowości. Okręg ma powierzchnię 78 km², a zamieszkany jest przez 44 943 osób (dane spisowe z 2010), co czyni go największym okręgiem Guamu pod względem liczby ludności.